# Playing for Change

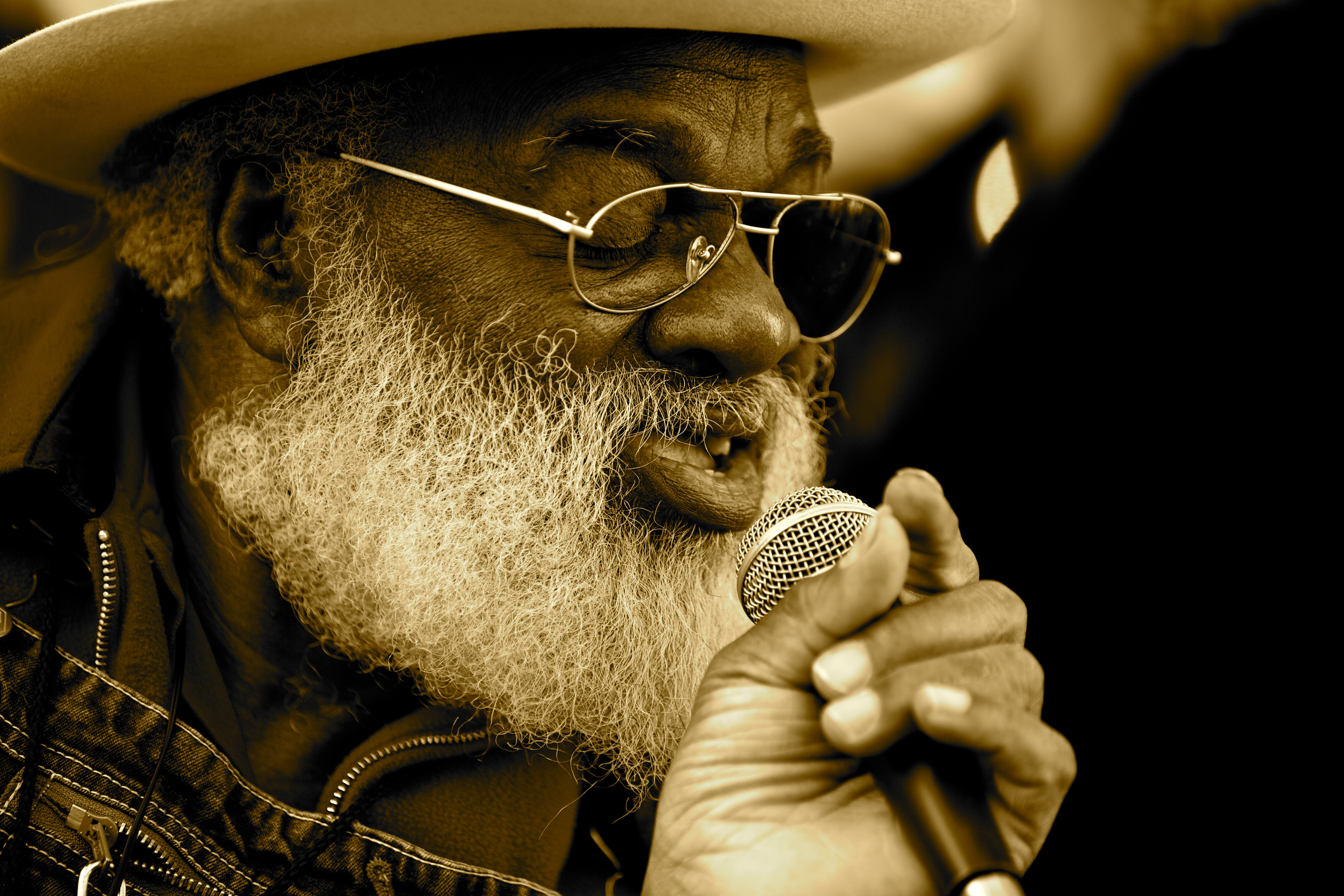
Grandpa Elliott

"Playing for Change" é um projeto multimídia criado com o objetivo de unir músicos do mundo inteiro em prol de mudanças globais. Integra o projeto a Playing for Change Foundation, uma organização não-governamental que tem construído escolas de música em comunidades carentes.
O projeto produz discos e vídeos com músicos como Grandpa Elliot e Keb'Mo junto a artistas desconhecidos de várias partes do mundo, tocando versões de canções conhecidas e composições próprias. 
Já foram lançados três discos: Playing for Change, PFC 2 e PFC 3.